# Olivier Rabourdin
Pour les articles homonymes, voir Rabourdin.
Olivier Rabourdin, né le 3 mars 1959 à Paris, est un acteur français.

## Biographie
Olivier Rabourdin est le fils d'un père normand, dessinateur industriel et d'une mère coiffeuse d'origine italienne. Après des études de lettres, il se forme pour la scène à la fin des années 1970 à l'école du théâtre des Amandiers de Nanterre auprès de Patrice Chéreau. 
Olivier Rabourdin débute au cinéma en 1985 dans le film de Manoel de Oliveira Le Soulier de satin, mais après de nombreuses années difficiles – durant lesquelles il fait différents petits métiers pour vivre –, son premier rôle important date seulement de 1998 dans Disparus de Gilles Bourdos. L'année suivante, il est présent au casting de Jeanne d'Arc réalisé par Luc Besson. Il enchaîne dès lors des seconds ou troisièmes rôles remarqués, comme dans Rois et Reine (2004) d'Arnaud Desplechin et Des hommes et des dieux (2010) de Xavier Beauvois. Il est l'acteur principal de deux films Cœur animal (2009) de Séverine Cornamusaz et Eastern Boys (2013) de Robin Campillo.

## Filmographie

### Cinéma

#### Longs métrages
- 1985 : Le Soulier de satin de Manoel de Oliveira : un pêcheur
- 1990 : Hamlet de Pierre Cavassilas : Guildenstern
- 1992 : Riens du tout de Cédric Klapisch : le chanteur du métro
- 1994 : Les Amoureux de Catherine Corsini : un homme
- 1997 : Francorusse d'Alexis Miansarow : le forain
- 1998 : Disparus de Gilles Bourdos : Roland
- 1999 : Jeanne d'Arc de Luc Besson : Richemont
- 2000 : L'Extraterrestre de Didier Bourdon : Xab
- 2003 : Un fils d'Amal Bedjaoui : le capitaine Lopez
- 2004 : Ma mère de Christophe Honoré : Robert
- 2004 : Rois et Reine d'Arnaud Desplechin : Jean-Jacques
- 2005 : Les Yeux clairs de Jérôme Bonnell : Néflier
- 2005 : 13 Tzameti de Gela Babluani : Benjamin Boudier
- 2005 : Les Chevaliers du ciel de Gérard Pirès : le général
- 2007 : Actrices de Valeria Bruni Tedeschi : Marc
- 2007 : La Face cachée de Bernard Campan : Pierre
- 2007 : La Clef de Guillaume Nicloux : le tatoueur
- 2008 : Taken de Pierre Morel : Jean-Claude
- 2008 : Un si beau voyage de Khaled Ghorbal : Le directeur du foyer
- 2009 : Welcome de Philippe Lioret : le lieutenant Caratini
- 2009 : Cœur animal de Séverine Cornamusaz : Paul
- 2010 : Les Invités de mon père d'Anne Le Ny : Rémi, le mari de Babette
- 2010 : Crime d'amour d'Alain Corneau : Le juge
- 2010 : Des hommes et des dieux de Xavier Beauvois : Christophe
- 2011 : Poupoupidou de Gérald Hustache-Mathieu : le commandant Colbert
- 2011 : Minuit à Paris de Woody Allen : Paul Gauguin
- 2011 : Les Lyonnais d'Olivier Marchal : Charles Bastiani
- 2012 : Taken 2 d'Olivier Megaton : Jean-Claude
- 2012 : Paradis perdu d'Ève Deboise : Hugo
- 2012 : Augustine d'Alice Winocour : Bourneville
- 2013 : Voyage sans retour de François Gérard : Inspecteur Manuel
- 2013 : Les Petits Princes de Vianney Lebasque : Christian
- 2013 : Grace de Monaco d'Olivier Dahan : Émile Pelletier
- 2013 : Eastern Boys de Robin Campillo : Daniel
- 2014 : De guerre lasse d'Olivier Panchot : Marchiani
- 2014 : Un illustre inconnu de Matthieu Delaporte : Pierre Chambard
- 2014 : La Rançon de la gloire de Xavier Beauvois : Dr Sorlat
- 2015 : Trois souvenirs de ma jeunesse d'Arnaud Desplechin : Abel Dédalus
- 2015 : Gaz de France de Benoît Forgeard : Michel Battement
- 2016 : Chocolat de Roschdy Zem : Firmin Gemier
- 2016 : Wùlu de Daouda Coulibaly : Jean-François
- 2017 : Money de Gela Babluani : Charles
- 2017 : L'Ordre des choses d'Andrea Segre : Gérard
- 2017 : Les Gardiennes de Xavier Beauvois : Clovis
- 2017 : Diane a les épaules de Fabien Gorgeart : L'hypnothérapeute
- 2017 : Burn Out de Yann Gozlan : Miguel
- 2018 : Noureev (The White Crow) de Ralph Fiennes : Alexinsky
- 2018 : La Dernière Folie de Claire Darling de Julie Bertuccelli : Claude Darling
- 2019 : Effet Domino d'Alessandro Rossetto : Jean Darnac
- 2019 : Jungle Jihad de Nadir Ioulain : le directeur de la DCRI
- 2021 : Benedetta de Paul Verhoeven : Alfonso Cecchi
- 2021 : Boîte noire de Yann Gozlan : Victor Pollock
- 2021 : L'amour c'est mieux que la vie de Claude Lelouch : Olivier, le flic
- 2022 : Couleurs de l’incendie de Clovis Cornillac : le commissaire
- 2022 : Le Sixième Enfant de Léopold Legrand : Martin
- 2023 : Passages d'Ira Sachs : le père d'Agatha
- 2023 : Fox Hunt d'Antony Hoffman et Leo Zhang : l'inspecteur
- 2023 : L'Été dernier de Catherine Breillat : Pierre
- 2023 : L'Autre Laurens de Claude Schmitz : Gabriel Laurens
- 2023 : Jikuri de Federico Cecchetti
- 2023 : Maoussi de Charlotte Schioler : le vétérinaire
- 2024 : Le Tableau volé de Pascal Bonitzer : Hervé Quinn
- 2026 : Maigret et le mort amoureux de Pascal Bonitzer : le juge

#### Courts métrages
- 1988 : L'Etoile de Mer de Thierry Tartas; Alex
- 1995 : L'Ennemi d'Hervé Renoh : Higra
- 1998 : Commerce de Philippe-Emmanuel Sorlin : Jacques
- 2001 : Un pied dans la tombe de Philippe Petit : Vincil
- 2003 : Loulou de Serge Élissalde
- 2004 : Comme à la maison de Philippe Passon
- 2005 : Chéri Bibi de Valérie Chappellet
- 2006 : La Veille d'Aymeric Vergnon-d'Alançon
- 2009 : Notre ami Chopin de Xavier Beauvois : Charles
- 2012 : Lisières de Grégoire Colin : L'homme
- 2013 : Zygomatiques de Stephen Cafiero : General Gagmanikof
- 2013 : Seul ensemble de Valentin Jolivot
- 2014 : Petit Lait de François Choquet : Edouard
- 2014 : Duo de Claudia Bottino : Le père
- 2017 : Mort aux codes de Leopold Legrand : Yves, l'urgentiste chef d'équipe
- 2017 : Pour la galerie de Philippe Safir : Jean-Marc Lerouzic
- 2018 : Corée, mon amour de Yoonyoung Choi : Hugo
- 2019 : L'Aventure atomique de Loïc Barché : Le Capitaine
- 2022 : The Calling de Joffrey Monteiro-Noël : Marc

### Télévision

#### Séries télévisées
- 1991 : Le Voyageur : Denis LeBreaux
- 1998 : Nestor Burma : Le mafioso
- 2001 : Crimes en série : Casini
- 2002 : Avocats et Associés : Jean Vermeuil
- 2003 : PJ : Letouc
- 2005 : Les Enquêtes d'Éloïse Rome : Cyrus
- 2007 : Reporters : Paul Guérin
- 2008-2010 : La Cour des grands : Julien Valette
- 2009 : Un flic : Gu
- 2009 : Braquo : Max Rossi
- 2009-2013 : Les Petits Meurtres d'Agatha Christie : André Simonet / Etienne Bousquet
- 2011 : Les Beaux Mecs : Guido
- 2012 : Inquisitio : Recteur de turennes
- 2014 : Rosemary's Baby : Commissaire Fontaine
- 2014 : Les Hommes de l'ombre : Benoît Hussan
- 2015 : Trepalium : Robinson
- 2015 : Panthers : Roman Riochet
- 2016 : Tunnel : Paul Bresson
- 2017 - 2018 : Guyane : Antoine Serra
- 2018 : Black Earth Rising : Brigadier General Lesage
- 2021 : Police de caractères : Rémi Delasalle
- 2021 : L'Absente : Paul
- 2022 : Astrid et Raphaëlle : Bergeaud
- 2023 : Polar Park (série télévisée) de Gérald Hustache-Mathieu : Frère Auguste
- 2024 : Franklin (mini-série) : Jean Charles Pierre Lenoir
- 2025 : Kaboul,  mini-série de Kasia Adamik et Olga Chajdas : Benoît
- 2025 : Cimetière indien, mini-série de Stéphane Demoustier et Farid Bentoumi : Jean
- 2025 : Carême de Martin Bourboulon (Apple TV+) : Pape Pie VII

#### Téléfilms
- 1994 : Mort d'un gardien de la paix de Josée Dayan
- 1995 : Le Fils de Paul de Didier Grousset : Le sous-officier
- 1995 : Le Dernier Voyage de Bruno Gantillon : Bernard
- 1996 : La Poupée qui tue de Bruno Gantillon : Un homme
- 1997 : En danger de vie de Bruno Gantillon
- 1997 : La Sauvageonne de Stéphane Bertin : Martin Duchernoy
- 1998 : Une grosse bouchée d'amour de Michaëla Watteaux : Le médecin
- 2005 : S.A.C., des hommes dans l'ombre de Thomas Vincent : Jean Augé
- 2009 : Duel en ville de Pascal Chaumeil : Joël Delpierre
- 2011 : Mister Bob de Thomas Vincent : Le commandant du SDECE
- 2012 : L'Affaire Gordji : Histoire d'une cohabitation de Guillaume Nicloux : Jacques Dor
- 2013 : Mon ami Pierrot d'Orso Miret : Serge

## Théâtre
- 1986 : Le Drame de la vie de et mise en scène Valère Novarina, Festival d'Avignon, Théâtre Nanterre-Amandiers
- 1988 : Chroniques d'une fin d'après-midi d'après Anton Tchekhov, mise en scène Pierre Romans, Théâtre Nanterre-Amandiers, Festival d'Avignon
- 1988 : Hamlet de William Shakespeare, mise en scène Patrice Chéreau, Festival d'Avignon, TNP Villeurbanne, Le Cargo, tournée
- 1989 : Hamlet de William Shakespeare, mise en scène Patrice Chéreau, Théâtre Nanterre-Amandiers, tournée européenne
- 1994 : La vie criminelle de Richard III de Gabor Rassov d'après Shakespeare mise en scène Pierre Pradinas, Théâtre Le Trianon
- 1997 : Zakat d'Isaac Babel, mise en scène Bernard Sobel, Théâtre de Gennevilliers
- 2000 : Le Tombeau de Richard G. de Bernard Chartreux, mise en scène Alain Milianti, Théâtre de l'Athénée-Louis-Jouvet
- 2001 : La trilogie du revoir de Botho Strauss, mise en scène Patrick Haggiag, Théâtre de Gennevilliers
- 2002 : Hedda Gabler d'Henrik Ibsen, mise en scène Alain Milianti, tournée
- 2004 : Antoine et Cléopâtre de William Shakespeare, mise en scène Stuart Seide, Théâtre du Nord
- 2004 : Le Belvédère d'Ödön von Horváth, mise en scène Jacques Vincey, tournée
- 2005 : Les Fausses Confidences de Marivaux, mise en scène Alain Milianti, tournée
- 2005 : Antoine et Cléopâtre de William Shakespeare, mise en scène Stuart Seide, Théâtre de Gennevilliers, Théâtre du Nord, La Criée

## Distinction
- César 2011 : Nomination au César du meilleur acteur dans un second rôle pour Des hommes et des dieux